# Link Campus University
Link Campus University — негосударственный университет, административный корпус которого расположен в Риме. Университет проводит подготовку студентов в области юриспруденции, международных отношений, экономики и управления предприятием.
Основанный в 1999 году как итальянский филиал Мальтийского Университета, Link Campus University стал первым иностранным университетом, получившим право работать на территории Итальянской Республики и выдавать дипломы, признаваемые наряду с дипломами итальянских государственных высших учебных заведений в соответствии с Лиссабонской Конвенцией 1997 года. C сентября 2011 года Link Campus University является частью университетской системы Италии.